# أسرة فورية
أسرة فورية (بالإنجليزية: Instant Family)،فيلم كوميدي أمريكي قادم من إخراج شين أندريز وتأليف شين وجون موريس

## طاقم العمل
- مارك والبيرغ بدور بيت زوج إيلي وأب متبني لثلاثة أطفال
- روز بيرن بدور إيلي وأم متبنية لثلاثة أطفال
- إيزابيلا مونير بدور ليزي
- غوستافو كيروز بدور خوان
- جوليانا جاميز بدور ليتا
- أوكتافيا سبنسر بدور مشرفة اجتماعية

## طرح الفيلم
كان من المقرر طرح الفيلم يوم 15 فبراير 2019 لكن تم تقديم الموعد ليعرض يوم 16 نوفمبر 2018.

## روابط خارجية
- أسرة فورية على موقع IMDb (الإنجليزية)
- أسرة فورية على موقع ميتاكريتيك (الإنجليزية)
- أسرة فورية على موقع روتن توميتوز (الإنجليزية)
- أسرة فورية على موقع نتفليكس (الإنجليزية)
- أسرة فورية على موقع ألو سيني (الفرنسية)
- أسرة فورية على موقع بوكس أوفيس موجو (الإنجليزية)
- أسرة فورية على موقع فيلمافينيتي (الإسبانية)
- أسرة فورية على موقع قاعدة بيانات الفيلم (الإنجليزية)
- أسرة فورية على موقع ليتربوكسد (الإنجليزية)
- أسرة فورية على موقع كينوبويسك (الروسية)